# Nanodeeltje
Een nanodeeltje (soms nanopartikel genoemd) is een deeltje met afmetingen in de orde van 1-100 nanometer. Dergelijke deeltjes bestaan uit enkele tot duizenden atomen of moleculen.
Nanodeeltjes kunnen ontstaan door zowel natuurlijke oorzaken (een bosbrand of een vulkanische uitbarsting) als door menselijk toedoen.
Synthetische nanodeeltjes zijn kunstmatig geproduceerde deeltjes die specifiek zijn gemaakt voor bepaalde eigenschappen, zoals elektrische geleidbaarheid of chemische reactiviteit.

## Eigenschappen

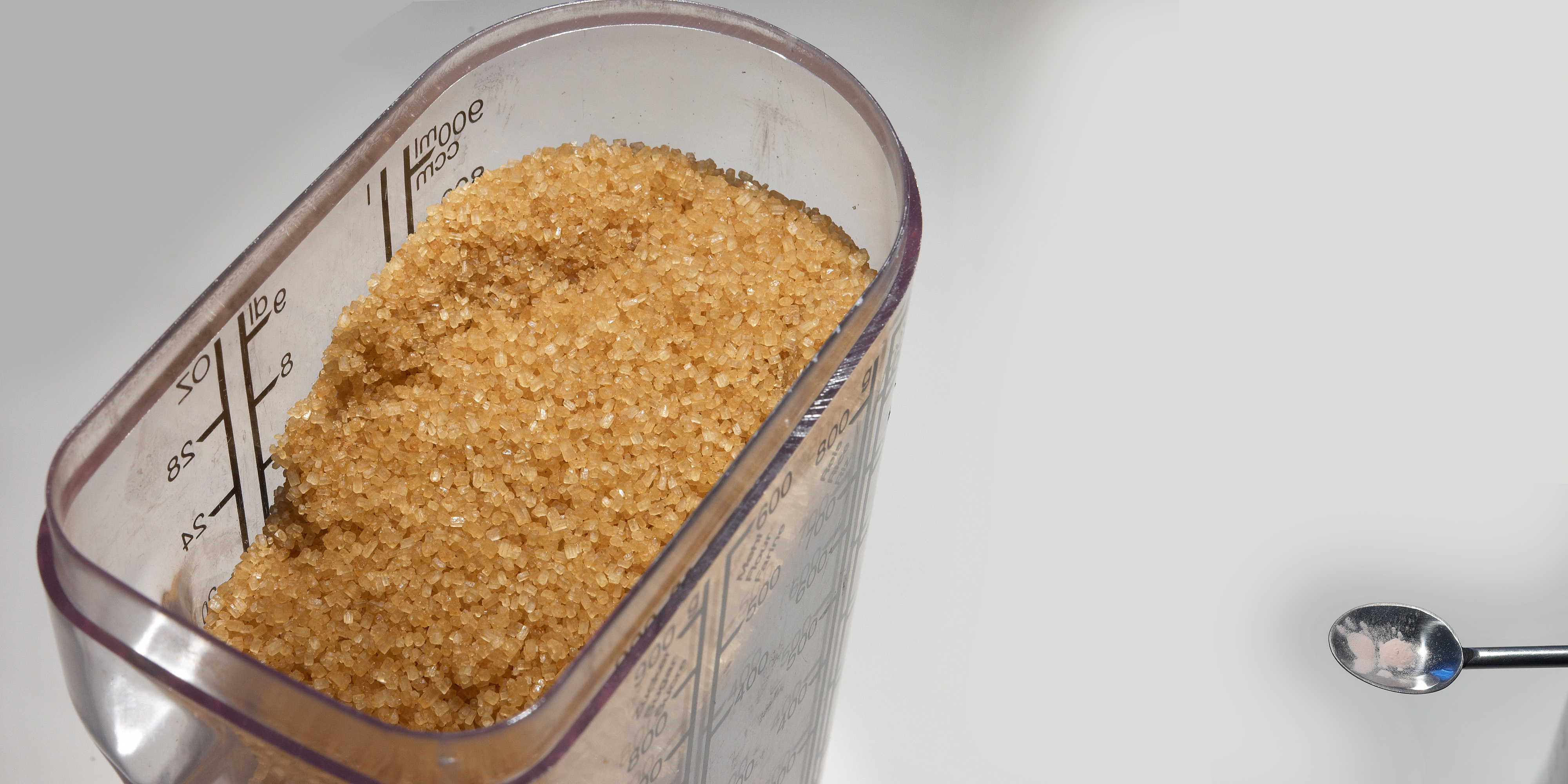
1 kg van deeltjes van 1 mm³ heeft eenzelfde oppervlak als 1 mg van deeltjes met 1 nm³.

Een nanodeeltje heeft enkele specifieke eigenschappen waardoor het zich onderscheidt van deeltjes met "gewone" afmetingen, zoals zandkorrels. Ze vormen in een aantal opzichten een tussenvorm tussen korrels en losse moleculen:
- De deeltjes zijn zeer klein. Daardoor is het effect van hun dichtheid verwaarloosbaar ten opzichte van onderlinge aantrekkingskracht en thermische beweging. Zo is het mogelijk om stoffen die normaliter niet zouden kunnen mengen of oplossen, tot een suspensie te maken.
- Het grote oppervlak ten opzichte van het volume van nanodeeltjes (bij een gegeven volume van deeltjes van dezelfde grootte is het totale oppervlak omgekeerd evenredig met die grootte). Als bijvoorbeeld voor een chemische reactie 1 kg katalysator met een deeltjesgrootte van 1 mm³ nodig is, dan is bij een deeltjesgrootte van 1 nm³ slechts 1 mg nodig voor hetzelfde reactieve oppervlak. Een zeer kleine hoeveelheid nanodeeltjes kan zo dus een grote massa aan producten laten reageren.
- Ook fysische eigenschappen kunnen veranderen, doordat ze interactie kunnen hebben met licht, omdat dat een golflengte van dezelfde orde van grootte heeft, en er kunnen kwantumeffecten optreden. Nanodeeltjes hebben vaak onverwachte optische eigenschappen. Bijvoorbeeld hebben nanodeeltjes van goud in suspensie een diep rode tot zwarte kleur. Nanodeeltjes van goud van 2,5 nm smelten bij een veel lagere temperatuur (~300 °C) dan massief goud (1064 °C).[1] Magnetische nanodeeltjes zoals die worden gebruikt bij magnetische gegevensdragers kunnen superparamagnetisme vertonen: spontaan omkeren van de magnetische oriëntatie.

## Voorbeelden van toepassingen
Zie ook nanotechnologie.
- Nanodeeltjes van zinkoxide blijken een uitstekende uv-blokkerende werking te hebben in vergelijking met de grotere deeltjes. Dit is een van de redenen waarom het vaak in zonnebeschermingsmiddelen wordt gebruikt.[2] Bovendien smeert het makkelijker en laat geen witte laag achter.[3]
- Het is mogelijk om zeer dunne laklagen te gebruiken bij de fabricage van auto's. Behalve dat minder materiaal wordt gebruikt, wordt ook de glans beter en wordt de lak minder gauw vuil (nanocoating).[4] Ook bij zonnepanelen wordt hiervan gebruik gemaakt.
- Fotovoltaïsche cellen die bestaan uit materiaal in de vorm van nanodeeltjes blijken in staat veel meer licht te absorberen dan vergelijkbare cellen die bestaan uit dunne gladde laagjes of grotere kristallen.
- Het is met nanodeeltjes mogelijk om te sinteren met lagere temperaturen dan met grotere deeltjes, wat energie bespaart maar vooral minder (nadelige) invloed heeft op het werkstuk.
- Medische toepassingen zijn te vinden in het feit dat het mogelijk is om nanodeeltjes zoals kleine  vetbolletjes of structuren van polymeren, die relatief eenvoudig door huid of weefsels heen kunnen dringen, zo te ontwerpen dat ze geneesmiddelen naar specifieke plekken in het lichaam transporteren die anders niet of minder makkelijk te bereiken zijn. Er is echter weinig bekend over de manier waarop cellen vervolgens omgaan met de aangeleverde nanodeeltjes. Om dat verder uit te zoeken wordt tot 2020 een groot onderzoek uitgevoerd aan de Rijksuniversiteit Groningen.[5][6]
- Colloïdaal zilver, een colloïde van zilverdeeltjes (grootte 1-4 nm) in water met een concentratie van ca 10 mg/liter, waarvan bekend is dat het in vitro diverse micro-organismen doodt en dat het drinkwater zuivert.

## Gevaren
Het kan gevaarlijk zijn als de deeltjes komen op plaatsen waar het niet de bedoeling is. Zo kunnen ongewenste deeltjes bij inademen in de longen komen, analoog als bijvoorbeeld bij asbest (met name koolstof nanobuisjes komen hier in het vizier door hun op asbest gelijkende, langwerpige vorm). Of ze kunnen bijvoorbeeld via cosmetica zeer makkelijk door de huid gaan.